# Timișești
Timișești is een Roemeense gemeente in het district Neamț.
Timișești telt 4056 inwoners.